# الأديزغة
الأديزغة هي قرية في مقاطعة نمين، إيران. عدد سكان هذه القرية هو 1,540 في سنة 2006.